# アイスドラゴン (星のカービィ)
アイスドラゴンは、任天堂のゲームソフト『星のカービィシリーズ』に登場するキャラクターである。

## 概要
やや水色掛かった黄緑色のぽっちゃりとした体に短い尻尾、円らな瞳を持った恐竜のようなキャラクター。
名前の通り、口から冷気を吐き出すことができ、尻尾を回転させて空を飛ぶことができる。ゲームでは主にボスキャラクターによって召喚される形で登場するというポジションが多い（『3』や『64』、『ロボボプラネット』など）。

## 登場作品
星のカービィ2
レベル4「アイスバーグ」のボスとして登場。冷気放射や氷柱落とし、氷柱飛ばしなど寒冷地帯という地形を生かした攻撃を仕掛けてくる。
ちなみに攻撃を受けると涙目になる。
星のカービィ3
レベル4「クラウディパーク」のボス・アドが描いた絵が実体化することで登場。冷気放射や氷柱飛ばしを仕掛けてくるが空を飛んだり氷柱落としはしてこない。
星のカービィ64
レベル1・ポップスターのステージ2の終盤でアドレーヌが描いた絵が実体化することで登場。習性は『3』と同じ。
星のカービィ ウルトラスーパーデラックス
ゲーム内でのサブゲーム「タッチ!刹那のカルタ取り」の絵札の絵柄として登場。
星のカービィ トリプルデラックス
キーホルダーとして登場。
星のカービィ ロボボプラネット
レベル2「ラスタードロード」のボス・ホログラフ防衛システムズが作り出した3番手のホログラフとして、「ホロ・アイスドラゴン」の名称で登場。『2』にあった攻撃方法に加え、アニメ版で使用した結晶のカッターを放射してくる。レベル6「アクシスアークス」では中ボスとして登場。「メタナイトでゴー!リターンズ」に登場する強化版のRe:ホロ・アイスドラゴンは胸に模様が生じている。
ちなみにポーズ画面での説明で「いく年月も生きてきた古代の生命体で、炎を吐くタイプも存在する」という、アイスドラゴンの他にも亜種が存在することを仄めかす一文があるが、2019年現在、炎属性の亜種は登場していない。
みんなで！カービィハンターズZ
ボスの1体として登場。攻撃パターンは『ロボボプラネット』のホロ・アイスドラゴンと同じ。
星のカービィ スターアライズ
ドリームフレンズのアドレーヌの技「アドペインター」で作り出せるキャラとして登場し、乗ることでアイスドラゴンを操作することができる。
スーパーカービィハンターズ
引き続き登場。本作では電気属性を扱うエレキドラゴンという亜種も登場する。

## アニメ版でのアイスドラゴン
第20話で登場。酷暑に辟易したデデデ大王によってホーリーナイトメア社から注文された魔獣。可愛らしい見た目とは裏腹に辺り一帯の気候を寒冷地に変えてしまう能力を持つ。ゲーム同様、口から冷気を放射するだけでなく結晶のカッターを放射することもできる。登場当初は掌サイズの大きさだったが、ストーリー後半で数十メートルほどの大きさに成長した。
自身の能力でチリーを生み出すが、チリーがカービィと一緒にいることで友情が芽生えたことでカービィの始末を放棄したためデデデの命によりチリーを始末しようとしたところをカービィに阻まれそのまま対決する。雪の結晶を吸い込んでアイスをコピーしたカービィとの激闘を繰り広げた末、アイスカービィによって体内に「こちこちといき」を浴びせられ凍結崩壊、アイスドラゴンが倒されたことで気候も元に戻った。
その後、第28話にてドクター・エスカルゴンによって一部の能力を再現した大型戦闘用兵器「アイスドラゴン・ロボ」が製造された。
また、幼年体での鳴き声は小松里歌が担当している。

### パイロット版アニメでのアイスドラゴン
メタナイトが率いる敵の1体として登場。
ほとんど何もできないままカービィに吸い込まれる。カービィはアイス能力をコピーし、「こちこちといき」でダークマターを凍らせた。

## 漫画作でのアイスドラゴン
星のカービィ デデデでプププなものがたり
2巻ではデデデ旅館の支配人として登場したほか、16巻では極度の心配性の持ち主、24巻では相撲部屋の親方として登場している。
星のカービィ ウキウキ大冒険
デデデ大王の部下からスターロッドを預かっていた。

## 関連キャラクター
チリー
雪だるまのような姿をした敵キャラクター。アイスドラゴンと同じく冷気を発生させたり氷柱を飛ばしたりしてくる。
アニメではアイスドラゴンによって生み出された魔獣として登場した。
アド / アドレーヌ
絵描きの少女。
『3』と『64』でアイスドラゴンの絵を描き実体化させてカービィに戦わせた。
『スターアライズ』では、絵から実体化させたアイスドラゴンに乗って攻撃や移動ができる。
ホログラフ防衛システムズ
『ロボボプラネット』に登場する防衛システム。3戦目でアイスドラゴンのホログラフ「ホロ・アイスドラゴン」を投影して攻撃を仕掛けさせた。